# Neoclytus dorsalis
Neoclytus dorsalis là một loài bọ cánh cứng trong họ Cerambycidae.